# Fiorenzo Lafranchi
Fiorenzo Lafranchi, noto anche con lo pseudonimo di Fiore (Bellinzona, 28 novembre 1957 – Varsavia, 9 agosto 1995), è stato un educatore e editore svizzero.

## Biografia
Negli anni settanta lavora a Sorengo con l'incarico di educatore, trasferendosi in seguito a Ginevra dal 1979 al 1982 per frequentare la Scuola Superiore di Studi Sociali. In questo periodo collabora con il Centre International de Recherches sur l’Anarchisme di Ginevra e Losanna e con la rivista “MA!”. Nel 1982, pieno di nuove ispirazioni e idee rientra in Ticino, dove si dichiara obiettore di coscienza ed è chiamato di fronte al Tribunale Militare con l’accusa di rifiuto del servizio. Nel 1982 pubblica l’opuscolo “Niente di nuovo sotto il sole” inerente a questa esperienza. Nel frattempo s’impegna per definire e attivare la figura professionale dell’educatore di strada. Propone la creazione di un dormitorio popolare, è attivo in campo sociale e culturale. Fonda l”Altra Lugano” che diventerà “l’Altro Ticino” con sede Agli Orti a Viganello. In una vecchia casa a Somazzo che intesta al ribelle anarchico Alexander M. Jacob installa l’atelier di fotocomposizione SCRIPTO. Nel dicembre del 1986 fonda il progetto Edizioni l’Affranchi con la prima pubblicazione “bolo’bolo” uscita nel 1987.
Alterna il suo nuovo lavoro di editore con quello di educatore. Approfondisce i suoi interessi per il surrealismo, dadaismo e situazionismo qualificando in una precisa direzione l’orientamento delle sue pubblicazioni. Collabora con l’avanguardia artistica ticinese affidando a loro l’illustrazione dei libri (Gianluigi Bellei, Massimo Colombo, Celso Grandi, Francesco Jost, Paolo Mazzucchelli, Giovanna Salvioni, Fabrizio Soldini, Nando Snozzi e altri). Per la traduzione dei testi privilegia il rapporto con Andrea Chersi, un eccellente traduttore libertario che collabora anche con grandi case editrici. Soggiorna in Nicaragua nell’ambito di un programma di aiuto e sviluppo. S’impegna nell’ambito di Aiuto AIDS TICINO e si fa promotore d’iniziative per l’assistenza di “strada”.
Non perde comunque mai di vista una prospettiva più ampia, più universale, aderendo alla Lega Svizzera dei Diritti dell’Uomo come membro del Comitato della Sezione della Svizzera Italiana. Partecipa alla fondazione del “Circolo Carlo Vanza” e milita a favore dei perseguitati politici nell'ambito dell’organizzazione Internazionale di Solidarietà “Croce Nera Anarchica”. È inoltre membro fondatore dell’Associazione Libertaria Luigi Bertoni. Negli ultimi cinque anni lavora come educatore presso il Centro di Riabilitazione di Gerra Piano. La conoscenza e l’amicizia con il pittore Enrico Baj, lo portano a farsi interprete di una versione giocosa e anche politica della “Patafisica” della quale è stato nominato dottore in Patafisica, Ambasciatore di Ubu in Estremo Oriente.

## Vita privata
Nel 1994 conosce Margherita Turewicz, scultrice polacca, in Svizzera con una borsa di studio. Dalla loro unione nasce il 19 febbraio 1995 Olek Mario Dada.
Fiorenzo muore il 9 agosto dello stesso anno a Varsavia, stroncato da un infarto. Il lavoro editoriale di Fiorenzo Lafranchi esprime una coscienza culturale internazionale assolutamente nuova per il Ticino, tant’è vero che raccoglie maggiori successi all’estero. La sua visione poetica del mondo era piena di spirito solidale e altamente umano.

## Pubblicazioni
- p.m., bolo‘bolo, 1987, pag. 192

- Oscar Panizza, Dal diario di un cane e altri scritti, 1988, pag. 157
- Benjamin Péret, Il disonore dei poeti, 1988, pag. 77
- Duval/Letouzet, La vita quotidiana e il resto, 1988, pag. 53
- Oscar Panizza, Il concilio d‘amore et cætera et cætera, 1988, pag. 173
- Fredy Perlman, L‘appello costante del nazionalismo, 1990, pag. 77
- Edward Sexby, Uccidere non è assassinare,1990, pag. 77
- Georges Bataille, La struttura psicologica del fascismo, 1990, pag. 77
- Dominique Noguez, Lenin dada, 1991, pag. 171
- Raoul Vaneigem, Isidore Ducasse e il Conte di Lautréamont nelle poesie, 1991, pag. 29
- Oscar Panizza, L‘Immacolata Concezione dei Papi, 1991, pag. 157
- Erich Mühsam, Ascona, Monte Verità e Schegge, 1992, pag. 109
- aa.vv., Rassegnazione e complicità: il caso Marco Camenisch, 1992, pag. 60
- Pino Bertelli, Zero in condotta, 1992, pag. 138
- Manfredo Patocchi, Brevi manu, 1992, pag. 73
- Enrico Baj, Che cos‘é la Patafisica ?, 1994, pag. 101
- Arnaldo Alberti, CH 91, 1994, pag. 177
- Armand Robin, La falsa parola e Scritti Scelti, 1995, pag. 169
- P.B. Schelley, La necessità dell‘ateismo e La maschera dell‘Anarchia, 1995, pag. 117
- Pino Bertelli, Contro la fotografia, 1996, pag. 182
- Oscar Panizza, Psichopatia criminalis e Genio e follia, 1998, pag.122